# Antoine Ier de Toulouse-Lautrec
Antoine Ier de Toulouse-Lautrec (1412 - 1490) est vicomte de Lautrec, de 1431 à sa mort. Chevalier, il est aussi baron de Montfa, de Labruguière, du Puy-Saint-Pierre et de Castayrac, et seigneur de Montredon, de Monterran et de La Roquette.

## Biographie
Antoine Ier de Toulouse-Lautrec est le fils du vicomte Pierre VI de Toulouse-Lautrec (? - 1392) et Marguerite de Pestele. Membre de la famille de Toulouse-Lautrec, il est l'ancêtre du peintre Henri de Toulouse-Lautrec. À la mort de son père en 1431, il hérite d'une part de la vicomté de Lautrec, mais partage le domaine avec de nombreux autres vicomtes dont la plupart sont ses cousins éloignés.
Le 20 novembre 1433, il comparaît devant le sénéchal de Carcassonne, car accusé par un autre vicomte, Hugues III d'Arpajon, d'avoir falsifié le testament de Pierre VI (son père) avec le notaire Hugues Barrière. Il est condamné pour cette affaire le 9 mai 1434.
Lui-même entre ensuite en procès contre le comte de Foix, Gaston IV, le 10 juillet 1441, qui est aussi un des co-vicomtes de Lautrec. Durant ce jugement, il lutte aussi contre son frère Sicard, et produit un document faisant remonter sa famille à Baudouin de Toulouse et non pas à Frotard III de Lautrec, induisant ainsi la croyance toujours solide justifiant le nom de Toulouse-Lautrec prit par la famille. Par arrêt du 13 août 1445, il gagne gain de cause pour bénéficier de certains droits sur les terres de Lautrec.
Le 4 janvier 1457, il rend hommage au roi en tant que vicomte de Lautrec, puis à nouveau le 21 avril 1458 pour toutes ses autres terres,.

## Mariage et postérité
Antoine Ier de Toulouse-Lautrec épouse Antoinette d'Apchier le 13 octobre 1454. De cette union naissent quatre enfants :
- Isabeau de Toulouse-Lautrec (1454 - ?), mariée à un certain Raymond Vidal en 1484 ;
- Jeanne de Toulouse-Lautrec (1463 - ?), mariée à François d'Hébrail, seigneur de Brousse ;
- Anne de Toulouse-Lautrec (? - 1481), mariée à Jean II de Saunhac, baron de Belcastel, et inhumée au hameau d'Ampiac (Druelle) ;
- Antoine II de Toulouse-Lautrec (1442 - 1541), son successeur à la vicomté.